# Шурчай
Ширчой (ширчай) (от тадж. шир — «молоко», чой — «чай»; от перс. شور‎ — «солёный», перс. چای‎ — «чай») — национальный напиток народов Центральной Азии , основными компонентами которого являются молоко и чай (см. название), добавочными — лепёшка, соль, чёрный перец и топлёный жир.
Блюдо среднеазиатского региона, Монголии и Тибета, однако в двух последних странах носит другие названия. На территории Узбекистана это блюдо распространено среди таджиков и является традиционным в таких городах, как Бухара и Самарканд, однако довольно популярен и среди каракалпаков. Употребляется на Памире и в Афганистане.
Метод изготовления весьма прост: в небольшую ёмкость с некоторым количеством воды (не более 50–75 г) кладётся половина чайной ложки чёрного чая и варится около 2–3 минут, после чего добавляется молоко (400–500 г), соль (0,5 ч.л.), и напиток доводится до кипения.
Ширчой подаётся в традиционной чаше — косе, куда перед употреблением блюда добавляются жир (чаще всего это топлёный курдюк гиссарской овцы), чёрный перец и лепёшка, разорванная на мелкие кусочки. Всё это настаивается около 5 минут, чтобы куски лепёшки впитали в себя молоко с жиром, после чего ширчой готов к употреблению.
Традиционно содержимое ширчоя берут руками.
Ширчой употребляется утром на завтрак, реже вечером — в качестве лёгкого ужина.
Последний эмир Бухары Сейид Мир Мохаммед Алим-хан всегда начинал свой завтрак с ширчоя, так как к этому обязывала традиция Бухары. Таким образом, ширчой объединял богатые и бедные классы населения.